# Hyllisia rufipes
Hyllisia rufipes là một loài bọ cánh cứng trong họ Cerambycidae.